# عارف سليم
عارف سليم المسعودي، إعلامي فلسطيني، عمل في إذاعة صوت فلسطين منذ أن كان طالباً في جامعة عين شمس بالقاهرة في الستينيات من القرن الماضي، وتنقل في رحلة الشتات بين القاهرة ودرعا وبغداد والجزائر. 
يعتبر الراحل من مؤسسي هيئة الإذاعة والتلفزيون الفلسطينية في رام الله بعد عودته إلى الأراضي الفلسطينية في التسعينيات، وقدم برنامج «الدين والحياة» في التلفزة الفلسطينية لاكثر من 15 سنة. كما عمل محاضراً بكلية الإعلام في جامعة بيرزيت لأكثر من 12 سنة، وكان من كبار وجهاء بلدة دير بلوط غرب سلفيت.

## حياته ودراسته
ولد عارف سليم خضر في قرية دير بلوط غرب سلفيت بتاريخ 18-6-1946، وتلقى دراسته الابتدائية والإعدادية والثانوية في مدارس القرية وكفر الديك ومدرسة النجاح في نابلس، ثم حصل على بكالوريوس آداب من جامعة عين شمس قسم اللغة العربية عام 1969 في مصر، وتدريبا عمليا في صوت العرب بالقاهرة عام 1968. ودورة في البرامج الاذاعية من معهد التدريب الاذاعي  القاهرة عام 1971.

## المسيرة العملية
- عمل الراحل من عام 1968 – 1974 مذيعاً ورئيس قسم المذيعين، ومدير إذاعة صوت فلسطين بالقاهرة وبغداد والجزائر وسوريا.
- انتقل إلى ليبيا ليعمل مذيعاً بإذاعة ليبيا ثم مديراً عاماً للبرامج،  من عام 1974-1984.
- عام 1984 عمل مذيعاً في صوت فلسطين فرع بغداد، ثم محرراً في الإعلام المركزي في عمان ومراسلاً صحفياً لجريدة اليوم السعودية، محرراً في جريدة الدستور الأردنية، ومدير تحرير في جريدة شيحان الأردنية حتى 1994.
- عام 1995 أصبح مذيعاً في إذاعة صوت فلسطين ثم مديراً عاماً في هيئة الإذاعة والتلفزيون الفلسطينية حتى عام 2005.
- إلى جانب عمله الإذاعي، عمل الراحل محاضراً غير متفرغ في دائرة الإعلام – كلية الآداب بجامعة بيرزيت من عام 2000-2008.
- نفذ عدداً من الدورات الإذاعية لدى عدد من المؤسسات الاعلامية في فن الإلقاء الإذاعي والكتابة للإذاعة والبرامج ومنها:

1. مركز تطوير الاعلام- جامعة بيرزيت منذ عام 1997 وحتى 2013.
2. شبكة آمين (إنتر نيوز).
3. UNDP- شبكة أصواتنا
4. هيئة الإذاعة والتلفزيون الفلسطينية.
5. التقنيات التربوية – وزارة التربية والتعليم العالي الفلسطينية.

## شهادات التكريم
حصل الإعلامي عارف سليم على وسام ودرع المهرجان العاشر للإذاعة والتلفزيون – القاهرة عام 2005.
حصل على شهادات تقدير من هيئة الإذاعة والتلفزيون الفلسطينية، وبيت الشعر، والتوجيه السياسي والوطن في فلسطين.